# Marcel Francisci
Marcel Francisci (* 1920 in Ciamannacce auf Korsika; † 16. Januar 1982 in Paris, Frankreich) war ein Mafia-Boss, der im legalen Leben als Politiker und Besitzer eines Spielcasinorings agierte. 

## Biografie
Marcel Francisci war ein Politiker, der für die Gaullistische Partei in den Rat des Département Corse-du-Sud gewählt worden war. Außerdem war er Inhaber eines florierenden internationalen Spielcasinorings. 
In den 1960er Jahren setzte Francisci alles daran, dem unumstrittenen Mafia-Paten von Marseille, Antoine Guérini, die Vorherrschaft beim Heroinschmuggel in die USA zu entreißen; ein Kampf, der auf beiden Seiten mit unerbittlicher Härte geführt wurde. 
Gerüchten zufolge steckten die mit der Sozialistischen Partei verbündeten Guerinis hinter der Aktion vom 8. Oktober 1964, bei der die Drogenpolizei Franciscis Villa durchsuchte und sein Heroinlabor hochgehen ließ. Umgekehrt wird der kurze Zeit später erfolgte Brandanschlag auf den im Besitz der Guérinis befindlichen Club Méditerranée einer Racheaktion Franciscis zugeschrieben.
Antoine Guérini kam im Juni 1967 bei einem Attentat an einer Marseiller Tankstelle ums Leben und es wird angenommen, dass Francisci dabei seine Finger im Spiel hatte. Nachdem zwei weitere Guérini-Brüder im Januar 1970 wegen Mordes zu 20 bzw. 15 Jahren Gefängnis verurteilt worden waren, gehörte die Guérini-Dynastie der Vergangenheit an und Francisci war der neue Boss der Marseiller Unterwelt.
Doch auch er endete knapp 15 Jahre später wie Guérini. Er wurde bei dem Versuch, nach dem Verlassen seiner Wohnung in sein Auto einzusteigen, erschossen. Bereits 1958 hatte es auf Korsika sowie neun Jahre später bei seinem westlich von Paris gelegenen Haus Attentatsversuche auf Francisci gegeben.

## Ein Held in Korsika
Während Francisci ein gefürchteter Bandenboss war, der allerdings nur Anweisungen gab und daher schwer zu belangen war, galt er, ein vielfach ausgezeichneter Veteran des Zweiten Weltkriegs, in seiner Heimat Korsika als Wohltäter, der den Bau von Straßen, Schulen und Kliniken finanzierte und daher bei den Insulanern Heldenstatus genoss.